# Serizawa Kōjirō

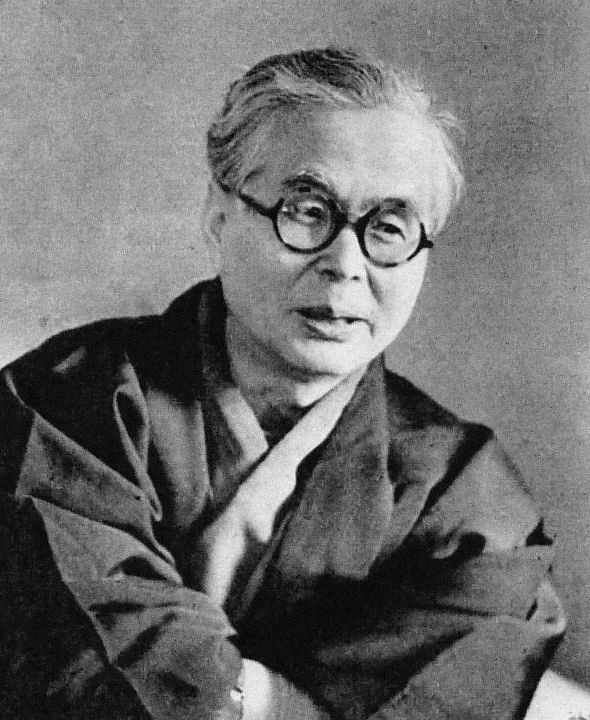
Serisawa Kōjirō

Serizawa Kōjirō (japanisch 芹沢 光治良; * 4. Mai 1896 in Ganyūdō, Yanagihara, Suntō-gun (heute: Ganyūdō, Numazu), Präfektur Shizuoka; † 23. März 1993 in Numazu) war ein japanischer Schriftsteller und Romancier.

## Leben
Serizawa Kōjirō wurde als Sohn eines Fischereiunternehmers geboren. Er studierte an der Universität Tokyo von 1918 bis 1922 Wirtschaftswissenschaften und arbeitete nach dem Studium für das Landwirtschafts- und Handelsministerium (heute: Ministerium für Landwirtschaft, Forsten und Fischerei). Von 1925 bis 1929 studierte er erneut Ökonomie und Soziologie in Paris.
Seine Erholung von Tuberkulose in einem Schweizer Sanatorium wurde die Grundlagen für die Erzählung „Bourgeois“ (Burujoa) mit linksliberalen humanistische Zügen, mit der 1930 debütierte. Seine Erfahrungen in Paris während der Studienzeit verarbeitete er in den beiden Romanen „Pari ni shisu“ (1943, Tod in Paris) und „Pari fujin“ (1955, Die Dame aus Paris). Diese Werke wurden auch ins Französische unter den Titeln „J'iarai mourir à Paris“ (1954) und „Madame Aida“ (1958) übersetzt. Zu seinen Werken gehört auch „Hitsotsu no sekai“ (1952–53, Eine Welt). Seinen schriftstellerischen Höhepunkt erreichte Serizawa mit seinem 14-bändigen autobiografischen Roman „Ningen no unmei“ (1962–68, Das Schicksal des Menschen).
Nach dem Pazifikkrieg schrieb Serisawa über Japans Erfahrungen im Krieg. Serisawas Werke sind tief religiös gefärbt und zeigen eine enge Verwandtschaft zur logischen Struktur europäischer Erzählungen.
Serizawa wurde 1912 Mitglied der Japanischen Akademie der Künste. Er leitete nach Yasunari Kawabata von 1965 bis 1974 als Vorsitzender das japanische P.E.N.-Zentrum.

## Werke (Auswahl)
- 1930 Burujoa (ブルジョア)
- 1943 Pari ni shisu (巴里に死す)
- 1955 Pari fujin (巴里夫人)
- 1952–53 Hitsotsu no sekai (一つの世界)
- 1962–68 Ningen no unmei (人間の運命)